# Lejesoldaten
Lejesoldaten (fransk: Mercenaire) er en fransk dramafilm fra 2016. Filmen havde premiere ved filmfestivalen i Cannes 2016. 

## Handling
Filmen handler om den unge Soane som forlader det franske oversøiske territorium Ny Kaledonien for at spille rugby i Frankrig

## Medvirkende
| Skuespiller         | Rolle         |
| ------------------- | ------------- |
| Toki Pilioko        | Soane Tokelau |
| Iliana Zabeth       | Coralie       |
| Mikaele Tuugahala   | Sosefo        |
| Laurent Pakihivatau | Abraham       |
| Petelo Sealeu       | Leone         |
| Bessarion Udesiani  | Vasil         |
| Omar Hasan          | Angelo        |